# Sanchia av Provence

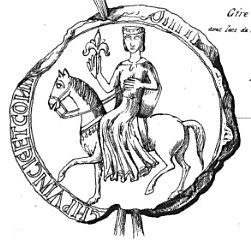
Sanchia av Provence.

Sanchia av Provence, född 1225, död 9 november 1261 på Berkhamsted Castle i Hertfordshire, var en engelsk prinsessa, gift 1242 med den engelske prinsen Rickard, 1:e earl av Cornwall.
Hennes äktenskap arrangerades av hennes syster, Englands drottning Eleonora av Provence, som gärna ville ha sin syster till svägerska. år 1257 valdes hennes make till kung i Tyskland. Den 27 maj 1257 kröntes hon tillsammans med honom i Aachen. Hon beskrivs som förtjust över sin status som drottning, eftersom det gav henne samma status som sina systrar. 